# Calibrachoa
Genre
Classification APG III (2009)

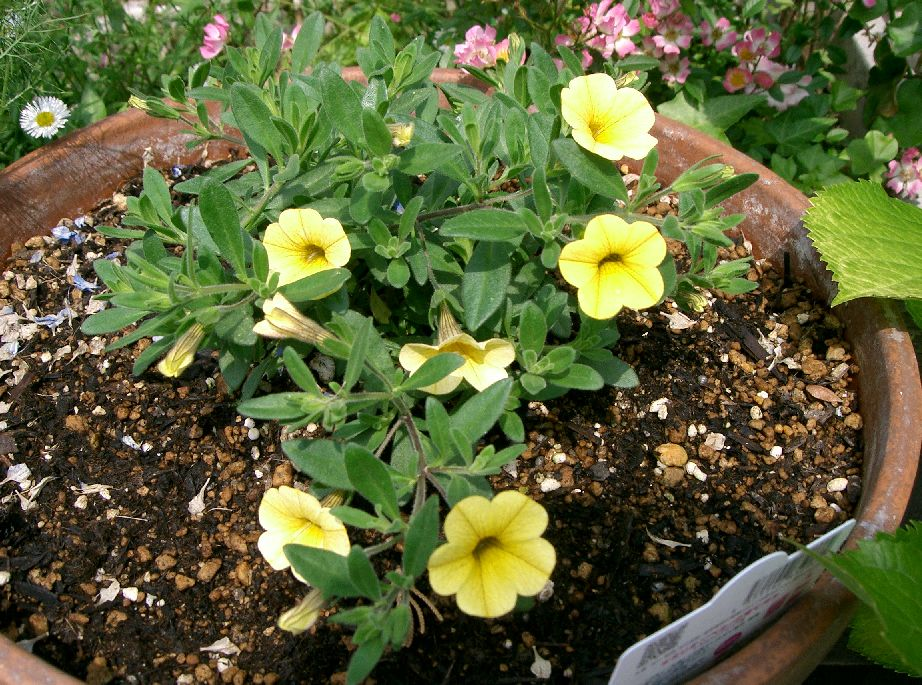
Calibrachoa sp.

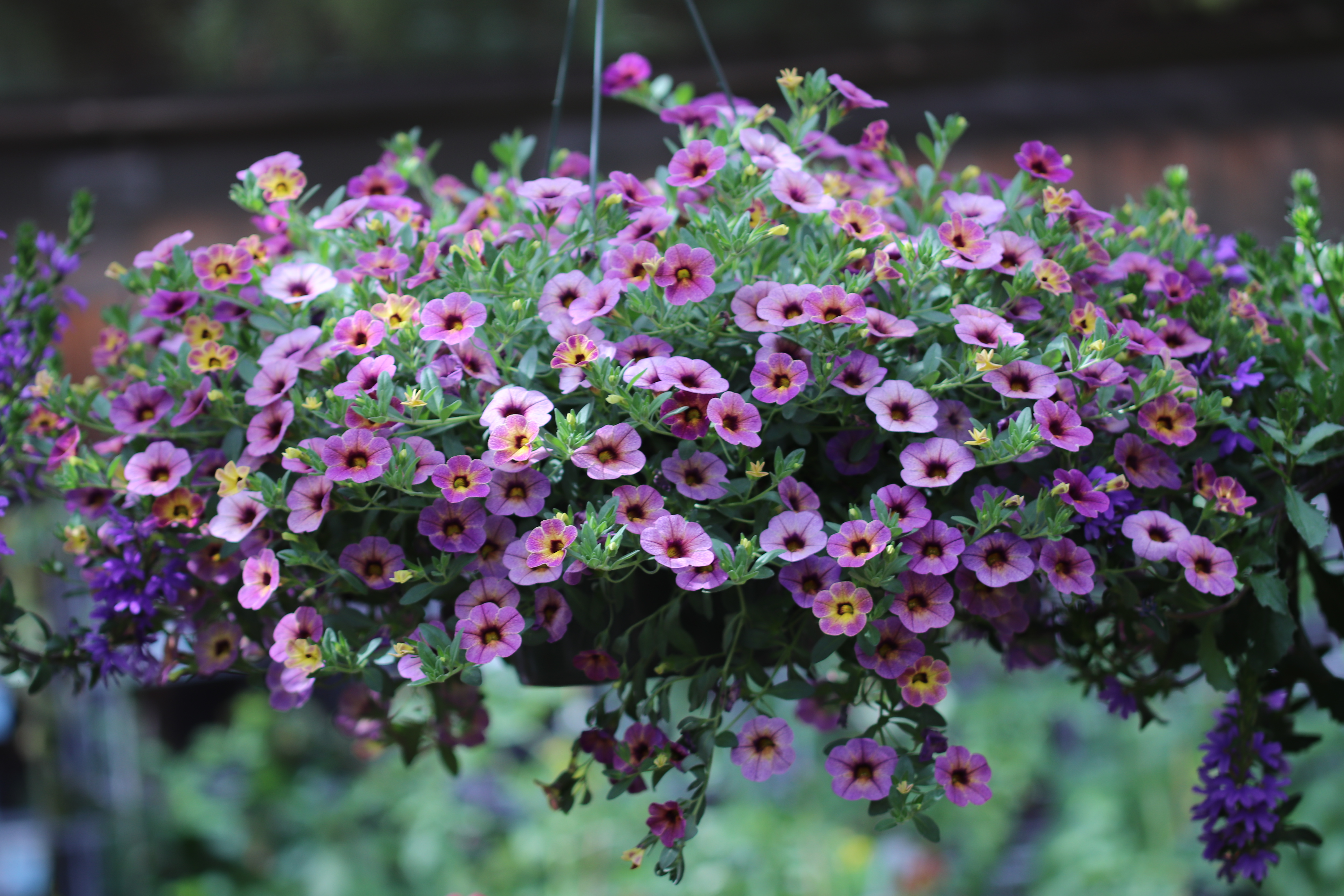
Panier suspendu de Calibrachoa

Calibrachoa est un genre de plantes herbacées de la famille des Solanaceae, originaires des régions tropicales d'Amérique du Sud, et notamment du Brésil. On dénombre une vingtaine d'espèces.
Étymologie : le terme "calibrachoa" a été créé en souvenir du nom d'un botaniste et pharmacien mexicain, Antonio de la Cal y Bracho (1764-1833) qui fut l'élève du botaniste espagnol Vicente Cervantes, le créateur du genre Calibrachoa.
Ces espèces sont parfois appelées pétunias ou minipétunias, en raison de leur ancienne classification dans le genre Petunia au sens de Jussieu.

## Description
Plantes herbacées pérennes, à tiges ligneuse ou arbrisseau, dotées de poils glanduleux.
Les feuilles sont alternes sauf les supérieures qui vont par deux. Le limbe est simple et entier.
Les fleurs sont solitaires, à l'aisselle des feuilles, généralement légèrement zygomorphes. Le calice est campanulé, profondément 5-lobé. La corolle généralement rose, en forme d'entonnoir ou de trompette, 5-lobée, entoure 5 étamines, groupées par deux et une cinquième plus courte, insérées sur le tube de la corolle. L'ovaire est biloculaire.
Le fruit est une petite capsule, à déhiscence par une fente longitudinale.

## Distribution
Les Calibrachoa se répartissent en Amérique du Sud et principalement au Brésil.

## Nomenclature
Le genre Petunia créé par Antoine-Laurent de Jussieu en 1803 comprenait des plantes à n=7 chromosomes, comme le Petunia axillaris, et des plantes à n=9 chromosomes comme Petunia parviflora, non interfertiles. Wijsman divisa le genre en deux nouveaux genres, les plantes à n=7 chromosomes restèrent dans le genre Petunia et celles à n=9 chromosomes furent transférées dans le genre Calibrachoa.
Les Calibrachoa se différencient des Petunia par quelques traits morphologiques comme indiqué dans le tableau ci-dessous
| Morphologie comparée d'après T. Gerats et al |                                         |                                        |
| Trait                                        | Petunia                                 | Calibrachoa                            |
| Port                                         | plante herbacée à tige non ligneuse     | arbrisseau ou herbacée à tige ligneuse |
| Durée                                        | gén. annuelle                           | annuelle ou vivace                     |
| Symétrie                                     | actinomorphe ou zygomorphe              | zygomorphe                             |
| Calice                                       | pas de côtes visibles profondément lobé | 5 à 10 côtes                           |
| Corolle                                      | infundibuliforme ou hypocratérimorphe   | infundibuliforme                       |

## Liste des espèces
- Calibrachoa caesia (Sendtn.) Wijsman
- Calibrachoa calycina (Sendtn.) Wijsman
- Calibrachoa dusenii (R.E.Fr.) Stehmann & Semir
- Calibrachoa eglandulata Stehmann & Semir
- Calibrachoa elegans (Miers) Stehmann & Semir
- Calibrachoa ericaefolia (R.E.Fr.) Wijsman
- Calibrachoa excellens (R.E.Fr.) Wijsman
- Calibrachoa hassleriana (R.E.Fr.) Wijsman
- Calibrachoa heterophylla (Sendtn.) Wijsman
- Calibrachoa humilis (R.E.Fr.) Stehmann & Semir
- Calibrachoa linearis (Hook.) Wijsman
- Calibrachoa linoides (Sendtn.) Wijsman
- Calibrachoa macrodactylon (L.B.Sm.& Downs) Wijsman
- Calibrachoa micrantha (R.E.Fr.) Stehmann & Semir
- Calibrachoa ovalifolia (Miers) Stehmann & Semir
- Calibrachoa paranensis (Dusen) Wijsman
- Calibrachoa parviflora (Juss.) D'Arcy, pétunia à petites fleurs
- Calibrachoa pygmaea (R.E.Fr.) Wijsman
- Calibrachoa regnellii (R.E.Fr.) Wijsman
- Calibrachoa rupestris (Dusen) Wijsman
- Calibrachoa sellowiana (Sendtn.) Wijsman
- Calibrachoa sendtneriana (R.E.Fr.) Stehmann & Semir
- Calibrachoa serrulata (L.B.Sm.& Downs) Stehmann & Semir
- Calibrachoa spathulata (L.B.Sm.& Downs) Stehmann & Semir
- Calibrachoa thymifolia (A.St.-Hil.) Stehmann & Semir